# Miron Costin
Miron Costin (30 marzo 1633 – 1691) è stato un politico e storico moldavo.
La sua opera più celebre, Letopisețul Țărâi Moldovei [de la Aron Vodă încoace] (Cronache del paese della Moldavia [sotto il dominio di Aron Vodă]) si proponeva di ampliare il precedente lavoro di Grigore Ureche, coprendo il periodo tra il 1594 e il 1660. Le Cronache furono pubblicate per la prima volta nel 1675.
Scrisse anche Istoria în versuri polone despre Țara Moldovei și Munteniei (Storia in versi in polacco di Moldavia e Valacchia, opera conosciuta anche con il nome di Poema polonă (It. Poema in polacco).

## Biografia
Costin era figlio di un ricco boiardo, di nome Ion o Iancu. Trascorse i suoi primi anni in Polonia, dove la sua famiglia si era rifugiata per sfuggire alle violenze perpetrate in Moldavia dall'Impero ottomano. Il padre in Polonia diventò un nobile, fatto che diede diritto a Miron di studiare presso il collegio gesuita di Bar e in seguito a Kam"janec'-Podil's'kyj.
Nel 1653 tornò in Moldavia e diventò apprendista funzionario dell'erario del paese. Apprezzato dai membri dell'amministrazione fece rapidamente carriera e nel 1669 ottenne la carica di Vornic (Il Vornic era una sorta di sovrintendente di corte, con responsabilità sia di politica interna sia estera).
Nel 1691 i suoi rapporti con il principe Constantin Cantemir si guastarono. Costin e il fratello Velicico vennero accusati di aver tentato di usurpare il trono e vennero entrambi giustiziati.

## Opere
- Viiața lumii (1672)
- Traduzione di Origines et occasus Transsylvanorum (Lione, 1667) di Laurențiu Toppeltin di Mediaș
- Letopisețul Țărâi Moldovei de la Aron Vodă încoace (1675)
- Istoria în versuri polone despre Ţara Moldovei și Munteniei (Poema polonă) (1684)
- De neamul moldovenilor (1687 circa)